# Кэвеем
Кэве́ем — река на Дальнем Востоке России, протекает по территории Чаунского района Чукотского автономного округа. Длина реки — 133 км (с Левым Кэвеемом — 147 км).
Название в переводе с чукот. Кээвээм — «порожистая река». На карте, составленной Ф. П. Врангелем, отмечена как Веркон. В первом издании «БСЭ», описывается как Верконь.
Образуется слиянием Правого и Левого Кэвеемов, впадает в губу Нольде Восточно-Сибирского моря. В низовьях разделяется на несколько рукавов. Скорость течения на всём протяжении реки составляет 1—1,2 м/с.
В бассейне Кэвеема имеются запасы золота и рудопроявления олова. В верховьях реки находится посёлок Майский.

## Притоки
Извилистая (Куулькэй), Коршун, Валькукай, Ръылькывеем (Релькувеем), Безымянный, Ветвистый, Дымка, Великан, Дальний, Кукэней-Веемкэй, Тамнаквынын, Кочерга, Льонайваймкай, Нижний Ватапваам, Верхний Ватапваам (Этапваам), Умкывеемкэй, Звёздный, Декабрист, Встречная.